# Capo Mulini
Capo Mulini è una frazione del comune di Acireale, nella Città metropolitana di Catania. Si trova a sud di Acireale, da cui dista circa 5 chilometri, nei pressi dell'omonimo capo che segna il limite settentrionale del Golfo di Catania.

## Storia
Nei pressi dell'odierna borgata doveva sorgere la città di Xiphonia e sono stati rinvenuti reperti d'età romana. Nel XIX secolo fu progettato un grande porto commerciale ma ciò non fu eseguito, preferendo creare una struttura nella vicina e più popolosa (benché priva di porto naturale) Catania.

## Monumenti e luoghi d'interesse

### Architetture religiose
- La chiesa di Santa Maria della Purità, risale al 1930.

Esisteva la Chiesa di N.S. della Neve,risalente al XVI secolo,rifabbricata nel 1796, di cui attualmente si sono perdute le tracce.

### Architetture militari
- La torre di Sant'Anna, oggi faro, fu iniziata nel 1582 in corrispondenza del Capo Mulini e finita in circa un ventennio. Vi alloggiava un corpo di guardia con il compito di allertare all'avvicinarsi di navi corsare.

## Economia
L'economia della frazione si basa sulla pesca, sulla ristorazione e sul turismo. Ormai abbandonate sono le attività industriali (concerie) presenti tra il XIX e il XX secolo.

## Infrastrutture e trasporti
Dal 1915 al 1934 la località era servita dalla tranvia Catania-Acireale.